# Вран
Вран је планина у општини Томиславград, Босна и Херцеговина. Има надморску висину од 2074 метара. Вран уз Чврсницу, Дуго Поље и друга крашка обиљежја чини Блидинску висораван.